# William Backhouse Astor, Jr.
William Backhouse Astor, Jr. (New York, 12 luglio 1829 – Parigi, 25 aprile 1892) è stato un imprenditore statunitense.

## Biografia
Era il figlio di mezzo dell'imprenditore William Backhouse Astor Sr., e di sua moglie, Margaret Rebecca Armstrong. I suoi nonni paterni erano il commerciante di pellicce John Jacob Astor e Sarah Cox Todd, mentre quelli materni erano il senatore John Armstrong Jr e Alida Livingston.
Astor si laureò al Columbia College nel 1849.

## Carriera
Ha sostenuto l'abolizione della schiavitù prima della guerra civile americana e durante la guerra ha sostenuto personalmente il costo per equipaggiare un intero reggimento dell'esercito dell'Unione.
A differenza di suo padre orientato sugli affari, Astor preferiva invece la vita a bordo dell'Ambassadress, all'epoca il più grande yacht privato del mondo, o andare a cavallo a Ferncliff, la grande tenuta che aveva costruito sul fiume Hudson. Il cavallo di Astor "Vagrant" vinse la corsa del Kentucky Derby del 1876.

### Florida
Astor trascorreva spesso gli inverni a bordo del suo yacht a Jacksonville, in Florida, ed era responsabile della costruzione di numerosi edifici importanti della città. Lui e altri sedici uomini d'affari fondarono il Florida Yacht Club a Jacksonville nel 1876, sebbene fosse l'unica persona in Florida a possedere effettivamente uno yacht. Il club è ora il più antico club sociale di Jacksonville e uno dei più antichi yacht club degli Stati Uniti. Amante della zona, nel 1874 acquistò un appezzamento di terreno di circa 80.000 acri (320 km²) lungo il fiume St. Johns a nord di Orlando, in un'area ora chiamata Lake County. Lì lui e due soci usarono 12.000 acri (49 km²) per costruire un'intera città che chiamò Manhattan, ma in seguito fu cambiata in Astor in suo onore.
Il suo progetto, che comprenderà diversi alberghi, iniziò con la costruzione di moli sul fiume per ospitare i battelli a vapore. Astor acquistò anche una ferrovia che collegava la città alla "Regione dei Grandi Laghi" della Florida. Donò la prima chiesa della città e il terreno per il locale cimitero aconfessionale, e contribuì anche alla costruzione di una scuola, tuttora attiva. Nel 1875, uno dei tanti laghi vicini fu chiamato Lago Schermerhorn in onore di sua moglie.
La città di Manhattan, in Florida, esplose e Astor, con un occhio al grande mercato di New York, allargò i suoi interessi sulla produzione e il commercio del pompelmo, un frutto che all'epoca era disponibile solo in quantità molto limitata in altre parti degli Stati Uniti. Non visse abbastanza a lungo per vedere il suo progetto crescere. Dopo la sua morte la proprietà passò a suo figlio Jack. A quel punto, però, si stavano verificando rapidi cambiamenti in tutta la Florida. Nuove ferrovie erano state costruite nel 1885 e alla fine del 1890, Henry Flagler costruì una linea ferroviaria che correva lungo la costa orientale della Florida da Daytona Beach. Tutta questa espansione ha lasciato la città di Astor isolata ed è stata quasi abbandonata dopo che il servizio ferroviario per Astor è stato interrotto.

## Matrimonio
Sposò, il 23 settembre 1853, Caroline Webster "Lina" Schermerhorn (1830–1908), figlia di Abraham Schermerhorn. Ebbero cinque figli:
- Emily Astor (1854–1881)[8], sposò James J. Van Alen ed ebbe tre figli[9];
- Helen Schermerhorn Astor (1855–1893)[10], sposò il diplomatico James Roosevelt "Rosey" Roosevelt[11], ebbe due figli;
- Charlotte Augusta Astor (1858–1920)[12], sposò in prime nozze James Coleman Drayton[13], ebbero quattro figli, e in seconde nozze George Ogilvy Haig[14];
- Caroline Schermerhorn "Carrie" Astor (1861–1948)[15], sposò Marshall Orme Wilson[16], ebbero due figli[17];
- John Jacob "Jack" Astor IV (1864–1912)[18][19], sposò in prime nozze Ava Lowle Willing, ebbero due figli[20], e in seconde nozze Madeleine Talmage Force, ebbero un figlio.

## Morte
Astor morì per un aneurisma all'Hotel Liverpool a Parigi. Fu sepolto nel Trinity Church Cemetery di New York. È uno dei tanti responsabili dell'apertura del commercio turistico in Florida.